# Groupe de NGC 5230
Selon Abraham Mahtessian, le groupe de NGC 5230 est un trio de galaxies situé dans la constellation de la Vierge. Mais, en réalité il faut ajouter la galaxie PGC 93122 à ce groupe, car elle forme une paire avec l'une des trois galaxies du trio, NGC 5222. La distance moyenne entre ce groupe et la Voie lactée est d'environ 105,5 Mpc (∼344 millions d'al). 

## Membres
Le tableau ci-dessous liste les trois galaxies du groupe indiquées dans l'article d'Abraham Mahtessian paru en 1998 et la galaxie PGC 93112.
| Nom       | Class. | Type       | α (J2000.0)   | δ (J2000.0) | Vitesse radiale (km/s) | m                    | Distance (Mpc) | Diamètre (kal) |
| --------- | ------ | ---------- | ------------- | ----------- | ---------------------- | -------------------- | -------------- | -------------- |
| NGC 5221  | Sb?    | Spirale    | 13h 34m 55.9s | 13° 49′ 57″ | 6979 ± 8               | 13,0                 | 107,1 ± 7,5    | 277            |
| NGC 5222  | E+SA   | Elliptique | 13h 34m 56.7s | 13° 44′ 36″ | 6808 ± 2               | 13,1                 | 104,5 ± 7,3    | 167            |
| NGC 5230  | SA(s)c | Spirale    | 13h 35m 31.9s | 13° 40′ 34″ | 6871 ± 4               | 12,1                 | 105,5 ± 7,4    | 220            |
| PGC 93122 | Sa     | Spirale    | 13h 34m 57.6s | 13° 44′ 39″ | 6828 ± 8               | 14,305 ± 0,012 asinh | 104,8 ± 7,4    | 110            |

- A S pour la galaxie spirale compagne PGC 93122.

Le site DeepskyLog permet de trouver aisément les constellations des galaxies mentionnées dans ce tableau ou si elles ne s'y trouvent pas, l'outil du site constellation permet de le faire à l'aide des coordonnées de la galaxie. Sauf indication contraire, les données proviennent du site NASA/IPAC.